# Brasil Open 2015
Brasil Open 2015 byl tenisový turnaj pořádaný jako součást mužského okruhu ATP World Tour, který se hrál na krytých dvorcích s antukovým povrchem. Konal se mezi 9. až 15. únorem 2015 v brazilském městě São Paulo jako 15. ročník turnaje.
Turnaj s rozpočtem 505 655 dolarů patřil do kategorie ATP World Tour 250. Nejvýše nasazeným hráčem ve dvouhře měl být Španěl Feliciano López, jenž se však odhlásil a tuto roli převzal jeho krajan Tommy Robredo, figurující na sedmnácté příčce klasifikace. Třetí titul na okruhu ATP si připsal uruguayský tenista Pablo Cuevas. Soutěž čtyřhry ovládla kolumbijská dvojice Juan Sebastián Cabal a Robert Farah.

## Rozdělení bodů a finančních odměn

### Rozdělení bodů
| Soutěž       | vítězové | finalisté | semifinalisté | čtvrtfinalisté | 16 v kole | 32 v kole | Q  | Q3 | Q2 | Q1 |
| ------------ | -------- | --------- | ------------- | -------------- | --------- | --------- | -- | -- | -- | -- |
| dvouhra mužů | 250      | 150       | 90            | 45             | 20        | 0         | 12 | 6  | 0  | 0  |
| čtyřhra mužů | 250      | 150       | 90            | 45             | 0         |           |    |    |    |    |

### Finanční odměny
| Soutěž                              | vítězové | finalisté | semifinalisté | čtvrtfinalisté | 16 v kole | 32 v kole |
| ----------------------------------- | -------- | --------- | ------------- | -------------- | --------- | --------- |
| dvouhra                             | $80 850  | $42 600   | $23 075       | $13 145        | $7745     | $4 590    |
| čtyřhra                             | $24 570  | $12 920   | $7 000        | $4 000         | $2 350    |           |
| částka ve čtyřhře je uvedena na pár |          |           |               |                |           |           |

## Mužská dvouhra

### Nasazení
| Stát                         | Hráč              | ATP | Nasazení |
| ---------------------------- | ----------------- | --- | -------- |
| Španělsko                    | Feliciano López   | 14. | 1.       |
| Španělsko                    | Tommy Robredo     | 17. | 2.       |
| Itálie                       | Fabio Fognini     | 22. | 3.       |
| Argentina                    | Leonardo Mayer    | 26. | 4.       |
| Uruguay                      | Pablo Cuevas      | 30. | 5.       |
| Kolumbie                     | Santiago Giraldo  | 31. | 6.       |
| Španělsko                    | Fernando Verdasco | 32. | 7.       |
| Slovensko                    | Martin Kližan     | 38. | 8.       |
| Žebříček ATP k 2. únoru 2015 |                   |     |          |

### Jiné formy účasti
Následující hráči obdrželi divokou kartu do hlavní soutěže:
- Guilherme Clezar
- Kimmer Coppejans
- João Souza

Následující hráči postoupili z kvalifikace:
- Thiemo de Bakker
- Máximo González
- Guido Pella
- Luca Vanni
  -  Facundo Bagnis – jako šťastný poražený

### Odhlášení
před zahájením turnaje
- Feliciano López → nahrdil jej Facundo Bagnis

### Skrečování
- Facundo Bagnis

## Mužská čtyřhra

### Nasazení
| Stát                                                                                  | Hráč                 | Stát      | Hráč          | ATP | Nasazení |
| ------------------------------------------------------------------------------------- | -------------------- | --------- | ------------- | --- | -------- |
| Rakousko                                                                              | Alexander Peya       | Brazílie  | Bruno Soares  | 22. | 1.       |
| Kolumbie                                                                              | Juan Sebastián Cabal | Kolumbie  | Robert Farah  | 42. | 2.       |
| Rakousko                                                                              | Julian Knowle        | Brazílie  | Marcelo Melo  | 48. | 3.       |
| Uruguay                                                                               | Pablo Cuevas         | Španělsko | David Marrero | 67. | 4.       |
| Žebříček ATP k 2. únoru 2015; číslo je součtem žebříčkového postavení obou členů páru |                      |           |               |     |          |

### Jiné formy účasti
Následující páry obdržely divokou kartu do hlavní soutěže:
- Marcelo Demoliner /  Rogério Dutra Silva
- André Sá /  João Souza

## Přehled finále

### Mužská dvouhra
- Pablo Cuevas vs.  Luca Vanni, 6–4, 3–6, 7–6(7–4)

### Mužská čtyřhra
- Juan Sebastián Cabal /  Robert Farah vs.  Paolo Lorenzi /  Diego Schwartzman, 6–4, 6–2